# Бохотница
Бохотница (пол. Bochotnica) — село на юго-востоке Польши, между Люблином и Пулавами в Пулавском повяте Люблинского воеводства. Расположена поблизости от города Казимеж-Дольны. Население: 1500 жителей (2010).

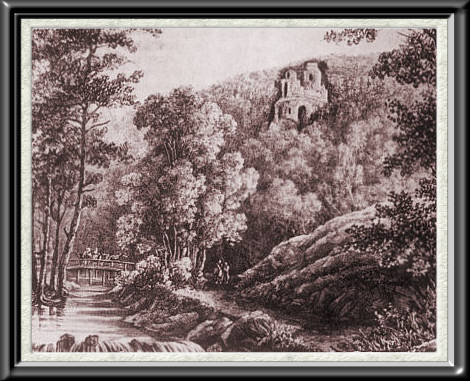
Замок Бохотницы в иллюстрированном еженедельнике 1868 года

Недалеко от деревни расположены руины замка XIV века. Согласно местным преданиям, замок был построен Казимиром Великим для его любовницы — бедной еврейки Эстер Малах, дочери сапожника. Потайной ход соединил этот замок с замком самого Казимира. Рядом с руинами находится башня-маяк, возведённая в XIII веке, сегодня работающая для туристов смотровой площадкой.